# André Sellier
Pour les articles homonymes, voir Sellier.
André Sellier, né le 1er juillet 1920 à Amiens (Somme) et mort le 1er février 2015 à Salouël (Somme) est un historien et ancien diplomate français.
Il est le père de l'historien et géographe Jean Sellier,, avec qui il est auteur de l’Atlas des peuples d'Europe centrale, l’Atlas des peuples d'Europe occidentale et l’Atlas des peuples d'Orient. Il est également l'auteur de l’Histoire du camp de Dora.

## Biographie
André Philogène Arsène Sellier est le fils de Louis Sellier (1895-1976), charpentier et syndicaliste, et de Jeanne Vallée (1893-1969), ménagère (Louis Sellier a laissé son nom a une place d'Amiens). André Sellier grandit à Amiens, où il suit une scolarité à l'école primaire du quartier Châteaudun puis au lycée d'Amiens. À 14 ans, il adhère aux Faucons Rouges, un mouvement de jeunesse ouvrière qui connaît un essor dans les années trente. À 16 ans, il adhère à la SFIO et devient militant aux Jeunesses socialistes. En 1938, il est élève en hypokhâgne au lycée Faidherbe de Lille puis l'année suivante au lycée Malherbe de Caen.
En novembre 1940 il est affecté comme professeur au collège de garçons de Cambrai (aujourd'hui lycée Paul-Duez) et se marie le 23 décembre 1940 avec Hélène Chlique. Après avoir obtenu sa licence ès lettres, il obtient un certificat d’aptitude au professorat d’histoire et de géographie en 1942, nouveau diplôme d'alors ancêtre du CAPES. Arrivé premier à ce concours national, il est alors le plus jeune professeur certifié de France toutes disciplines confondues.
En juin 1943, André Sellier s'engage dans le mouvement de résistance Libération Nord,. Il est arrêté le 2 août 1943 et déporté à Buchenwald en janvier 1944 avant d'être transféré au tunnel de Dora où il est détenu jusqu'en 1945. Il est évacué vers Ravensbrück puis vers Parchim en avril 1945, et parvient à s'évader lors de la marche avant de rencontrer les forces russes le 2 mai à Karow,,.
À la libération, il revient à Cambrai et aide Raymond Gernez dans ses campagnes électorales. Il est major de la promotion 1947 « Jean Moulin » de l'ENA et entame une carrière diplomatique dans des postes à l'Expansion économique, en mettant son militantisme entre parenthèses pendant une partie de cette période, s'engageant de nouveau aux côtés de François Mitterrand et du Parti socialiste au début des années 1980.
En 1957, il divorce d'Hélène Chlique, avec qui il a eu trois enfants, Jean, Colette et Pierre. En 1960, il épouse Simone Vermare (1920-2007) avec qui il a une fille, Caroline.
Il est retraité en 1986 et reprend ses activités d’historien en publiant trois atlas historiques avec son fils Jean et une Histoire du camp de Dora en 1998, ouvrage qui reste une référence,. En 1996, il est associé au projet muséographique de la coupole d'Helfaut, centre d’histoire et de mémoire du Nord-Pas-de-Calais.
Officier de la Légion d’honneur et décoré de la croix de guerre 1939-1945, André Sellier fait don des archives de son père Louis aux archives départementales de la Somme en 2005.

## Publications
- Atlas des peuples d'Europe centrale, avec Jean Sellier, éditions La Découverte, 1991.
- Atlas des peuples d'Orient, avec Jean Sellier, éditions La Découverte, 1993[15].
- Atlas des peuples d'Europe occidentale, avec Jean Sellier, éditions La Découverte, 1996.
- Histoire du camp de Dora  (préf. Edward Arkwright), Paris, La Découverte, coll. « Textes à l'appui / Histoire contemporaine », 1998, 540 p. [détail de l’édition] (ISBN 978-2-7071-2890-4, OCLC 406255039)[16],[17].
- avec Yves Le Maner, Images de Dora, 1943-1945 : voyage au cœur du IIIe Reich, Liévin, Hardelot : La Coupole-Centre d'histoire de la guerre et des fusées - Impr. du Centre, 1999, 88 p. (ISBN 978-2-9514152-0-1)Catalogue d'exposition

## Distinctions
- Officier de la Légion d'honneur
- Croix de guerre 1939–1945